# Бартош Карван
Бартош Карван (пол. Bartosz Karwan, нар. 13 січня 1976, Тихи, Польща) — колишній польський футболіст, що виступав на позиції півзахисника. Відомий за виступами за варшавську «Легію» та національну збірну Польщі.

## Ігрова кар'єра

### Клубна
Бартош Карван народився у місті Тихи і грати у футбол починав у місцевому клубі ГКС (Тихи). Перед сезоном 1993/94 футболіст приєднався до клубу «Катовіце». Сезон 1994/95 Карван провів у Бельгії у складі столичного «Андерлехта». Але так і не зміг пробитися до основи і не зігравши жодного матчу в Бельгії, повернувся до Польщі, де продовжив виступи в «Катовіце». З яким у 1995 році виграв Суперкубок Польщі. У фінальному матчі Карван забив єдиний переможний гол.
У 1997 році футболіст переїздить до Варшави, де у складі «Легії» за п'ять сезонів двічі ставав чемпіоном Польщі та вигравав Суперкубок країни.
З 2002 року Карван знову вирішив спробувати свої сили за кордоном і підписав контракт з німецькою «Гертою». В Німеччині футболіст провів два роки, після чого знову повернувся до «Легії». З 2006 по 2010 роки півзахисник грав у складі «Арки». Закінчив активну ігрову кар'єру Карван у 2011 році після сезону, який він провів у складі «Катовіце».

### Збірна
Першу гру у складі національної збірної Польщі Бартош Карван провів у листопаді 1998 року. Травма завадила футболісту взяти участь у фінальній частині чемпіонату світу 2002 року в Японії та Кореї.

## Титули
Легія
 Чемпіон Польщі (2): 2001/02, 2005/06
 Переможець Суперкубка Польщі: 1997
Катовіце
 Переможець Суперкубка Польщі: 1995
Герта
 Переможець Кубка німецької ліги: 2002